# Нивх (език)
Езикът нивх или гиляк (самоназвание: нивхгу, японски ニヴフ語/ギリヤーク語 nivuhu-go/giriyāku-go)) е език, който се говори в Манджурия, по течението на река Амгун (приток на Амур), по долното течение на Амур и в северната половина на о. Сахалин. Името гиляк е манджурското му име. Хората, които го говорят, се наричат нивхи.
Езикът нивх е изолиран език, защото не изглежда сроден с никой друг език. За удобство се причислява към палеоазиатските езици. Много думи в езика имат сходство с думи с подобно значение в други палеоазиатски езици, както и в айну, корейския език и дори някои алтайски езици. При тях не са открити фонетични закономерности и затова се смятат за заемки от съответните езици. Напоследък езикът нивх бива причислен към противоречивото евразийско езиково семейство според хипотезата на Джоузеф Грийнбърг.
Езикът нивх има четири диалекта: амурски, северносахалински, южносахалински и източносахалински. Разликите в речниковия състав и фонетиката между амурския диалект и диалектите на о. Сахалин са толкова големи, че някои езиковеди ги определят за два различни езика, принадлежащи към нивхско езиково семейство. Трябва да се отбележи също така, че употребата на езика се различава дори от човек на човек, а какво остава за разлики на говора в различни села или кланове.
Броят на етническите нивхи остава стабилен за последните сто години. През 1897 година са преброени около 4500 нивхи. Обаче сега са останали само около хиляда, които владеят езика като майчин.